# Centrale marémotrice de la baie Kislaïa
La centrale marémotrice de la baie Kislaïa est un projet expérimental d'usine marémotrice situé dans la baie Kislaïa, près du village d'Oura-Gouba, au bord de la mer de Barents, en Russie. Premier et seul projet d'usine marémotrice en Russie, elle est considérée par le gouvernement russe comme un monument scientifique et technologique.

## Description
La station est installée dans la partie la plus étroite de la baie Kislaïa.
La station est composée de deux parties : l'ancienne, de 1968, et la nouvelle, de 2006.
La station est le cinquième usine marémotrice au monde en termes de puissance installée, 1,7 mégawatt (2 300 ch). La station commença à fonctionner en 1968, mais fut plus tard arrêtée pendant 10 ans jusqu'en décembre 2004, lorsque le financement reprit. L’ancienne unité de génération de 0,4 MW (540 ch) construite par les français (Alstom) a été démantelée. En 2004, une première nouvelle unité de production de 0,2 MW (270 ch) fut installée et, en 2007, une deuxième de 1,5 MW (2 000 ch). Le site fut choisi parce que le fjord, long et profond avec un débouché sur la mer assez étroit, a pu facilement être endigué pour le projet. Il y a eu des plans pour deux autres projets à plus grande échelle sur la base de cette conception près de Mezen, sur la mer Blanche et près de Tugur sur la mer d'Okhotsk.

## Construction

### Projet préliminaire

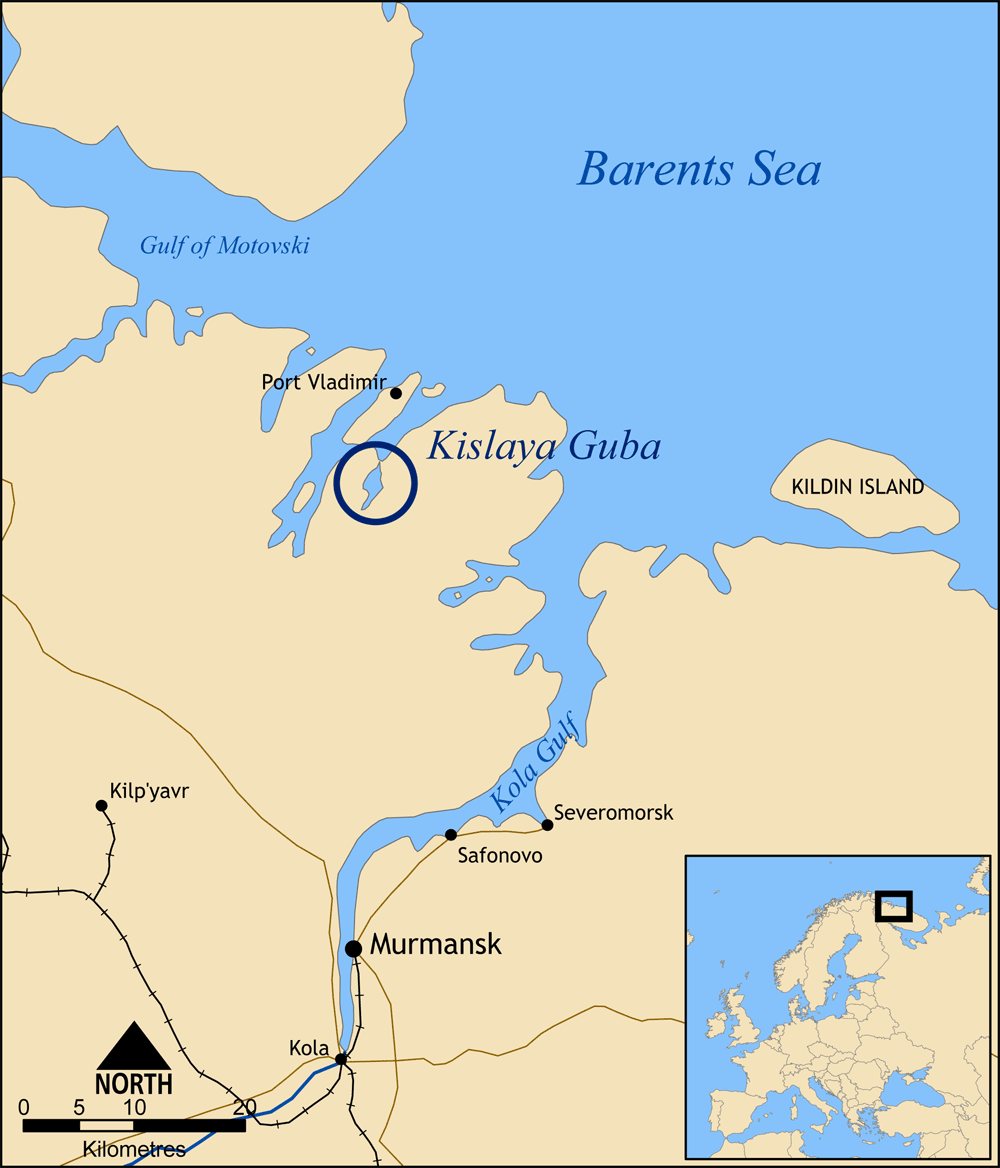
Localisation de la centrale.

L'idée d'exploiter l'énergie marémotrice dans la baie Kislaïa a été soulevée dès 1938. L'étude des marées sur les côtes de l'URSS a déterminé les endroits intéressants en termes d'amplitude des marées : la côte de Mourmansk (jusqu'à 7 m), la partie Nord de la mer Blanche (jusqu'à 10 m dans la baie de Mezen), et le golfe de Chelikhov dans la mer d'Okhotsk (jusqu'à 10–11 m dans le golfe de Penjina). Le choix de réaliser la première centrale marémotrice par la méthode des caissons flottants a déterminé l'emplacement de la baie pour sa proximité avec Mourmansk. L'étroitesse de son canal a également été un critère décisif.

### Conditions initiales du site
La baie Kislaïa a été étudiée de 1938 à 1965; dotée d'un canal naturel de 450 m de long, elle présente un bassin d'une surface de 1,1 m2 avec une profondeur maximale de 35 m. La marée y a une amplitude de 1,3 à 3,9 m; à l'état initial, la marée dure 6 h 12, avec des vitesses atteignant 3 m/s et des débits allant jusqu'à 300 m3/s. Lors d'hivers doux, une couche de glace de 5 à 10 cm d'épaisseur se forme à partir de novembre; elle peut atteindre 40 cm lors d'hivers rigoureux; entre novembre et mai, l'épaisseur de la glace est comprise entre 60 et 70 cm dans le bassin. La période de gel est estimée à 100 jours par an.

### Le chantier
La profondeur du chenal de la baie= n'était que de 4 à 5 m, mais le fond était constitué d'une strate de sédiments non consolidés de 5 à 7 m d'épaisseur, qu'il fallut draguer et évacuer à l'aide d'une grue flottante d'une capacité de 10 tonnes. Le volume de sédiments évacués représente 25 000 m3. Le chantier rencontra beaucoup de difficultés, et son coût se révéla élevé. Le chantier a été mené à bien à l'aide d'un ponton temporaire; les éléments de la centrale étaient des caissons flottants préfabriqués, produits à proximité de Mourmansk et acheminés jusqu'au site par la mer.

## Historique
La centrale marémotrice de la baie Kislaïa a été construite en 1968 suivant un projet de l'institut Hydroproject (en). Dans l'un des conduits a été installée une unité de production de fabrication française, d'une puissance de 0,4 MW, dotée d'un rotor de 3,3 m de diamètre. Le deuxième conduit, prévu pour une unité de production russe, a finalement été laissé vide.
Une fois la station mise en route, son exploitation a été assurée par l'entreprise Kolénergo (ru) ; elle demeurait cependant utilisée par l'Institut Scientifique de Recherche en Équipements Électriques (НИИЭС). En 1994, en raison de difficultés économiques, la station a été mise en sommeil. Elle avait produit plus de 8 millions de kilowatts-heures depuis le début de son exploitation.
Au début des années 2000, la direction de Unified Energy System a décidé de relancer la centrale comme base expérimentale afin de développer de nouvelles unités de production pour d'autres projets de centrales marémotrices. À la fin de 2004, une unité de production orthogonale de 0,2 MW dotée d'un rotor de 2,5 m de diamètre a été mise en place tandis que l'ancienne unité de production était démantelée; la centrale a été relancée. En 2006, la centrale a été reliée à une ligne à haute tension de 35 kV. Avec la réforme de l'énergie, la centrale était passée sous le contrôle de TGC-1 (en), pourtant en été 2006, la centrale a été rachetée par l'entreprise « HydroOGK » (anciennement « RusHydro ») et exploitée par sa filiale « Malaya Mezenskaya PES ».
Le 5 mai 2006, à Sevmash, a été lancée la production d'un nouveau dispositif expérimental pour la centrale. En novembre 2006, le dispositif a été mis à l'eau, et a rejoint la centrale par voie maritime au début de 2007. Il a été placé en face du deuxième conduit. Les tests de cette deuxième turbine orthogonale de 1,5 MW ont été concluants.
La centrale marémotrice a également accueilli des dispositifs éoliens expérimentaux : en été 2009, des mâts ont été installés pour une durée d'un an pour recueillir des informations sur la force et la direction des vents.

## Impact environnemental
Avant l'installation de la centrale, la baie Kislaäi était un fjord, abritant de nombreuses espèces marines. Une importante colonie de fucaceae tapissait le fond de la baie. Entre 1974 et 1983, l'utilisation sporadique de la centrale réduisit considérablement les échanges entre la baie et la mer, ce qui eut un impact désastreux sur l'écosystème, avec un effondrement des espèces de la baie. En effet, l'eau stagnante de la baie gelait complètement en hiver, ce qui a détruit la biote de la baie sur une profondeur de 5 à 15 m; de grandes quantités de mollusques retrouvés morts en témoignent. Même si une recolonisation est observée depuis 1988, l'écosystème de la baie n'a pas recouvré sa diversité initiale,.

## Photos

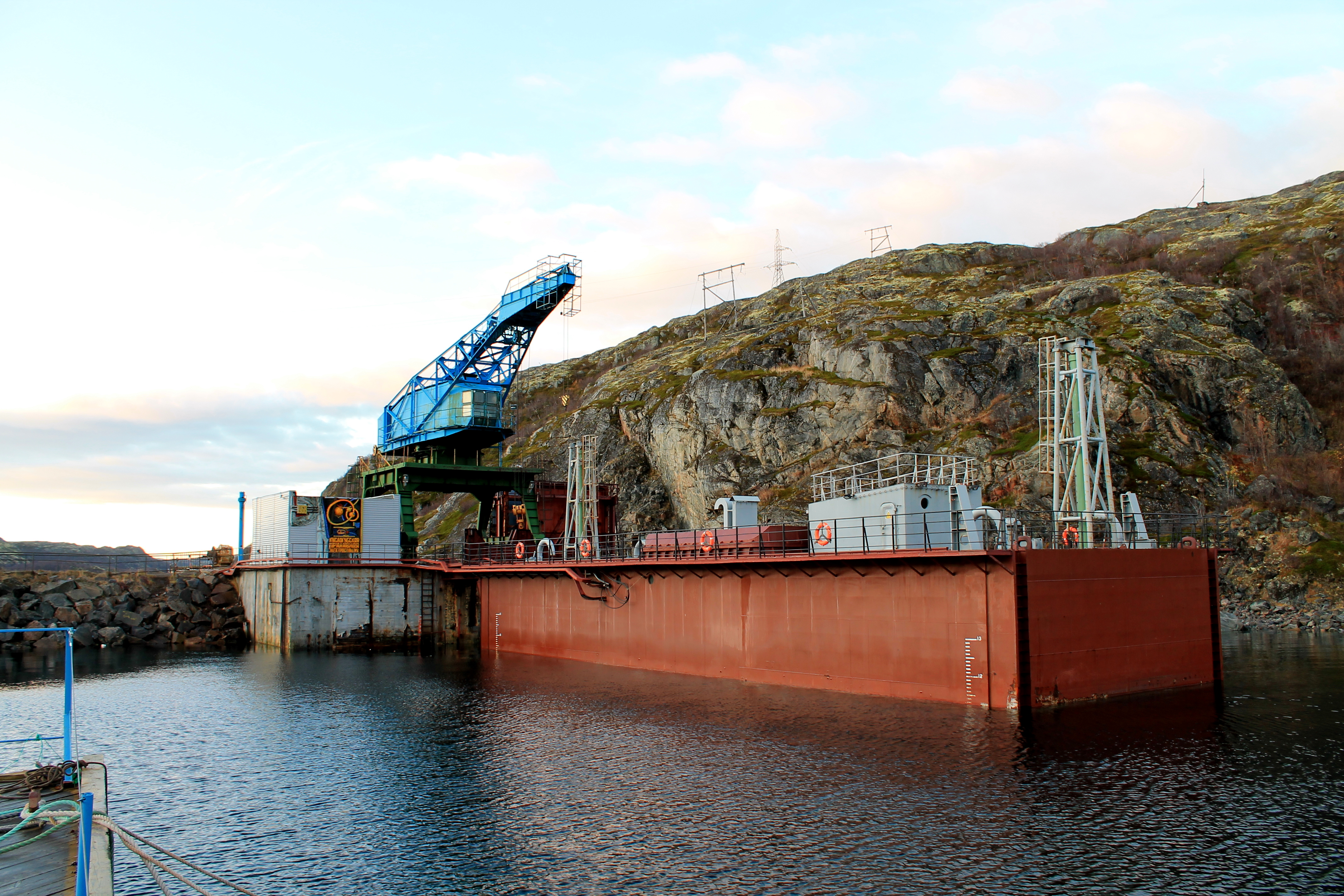
Vue de la centrale
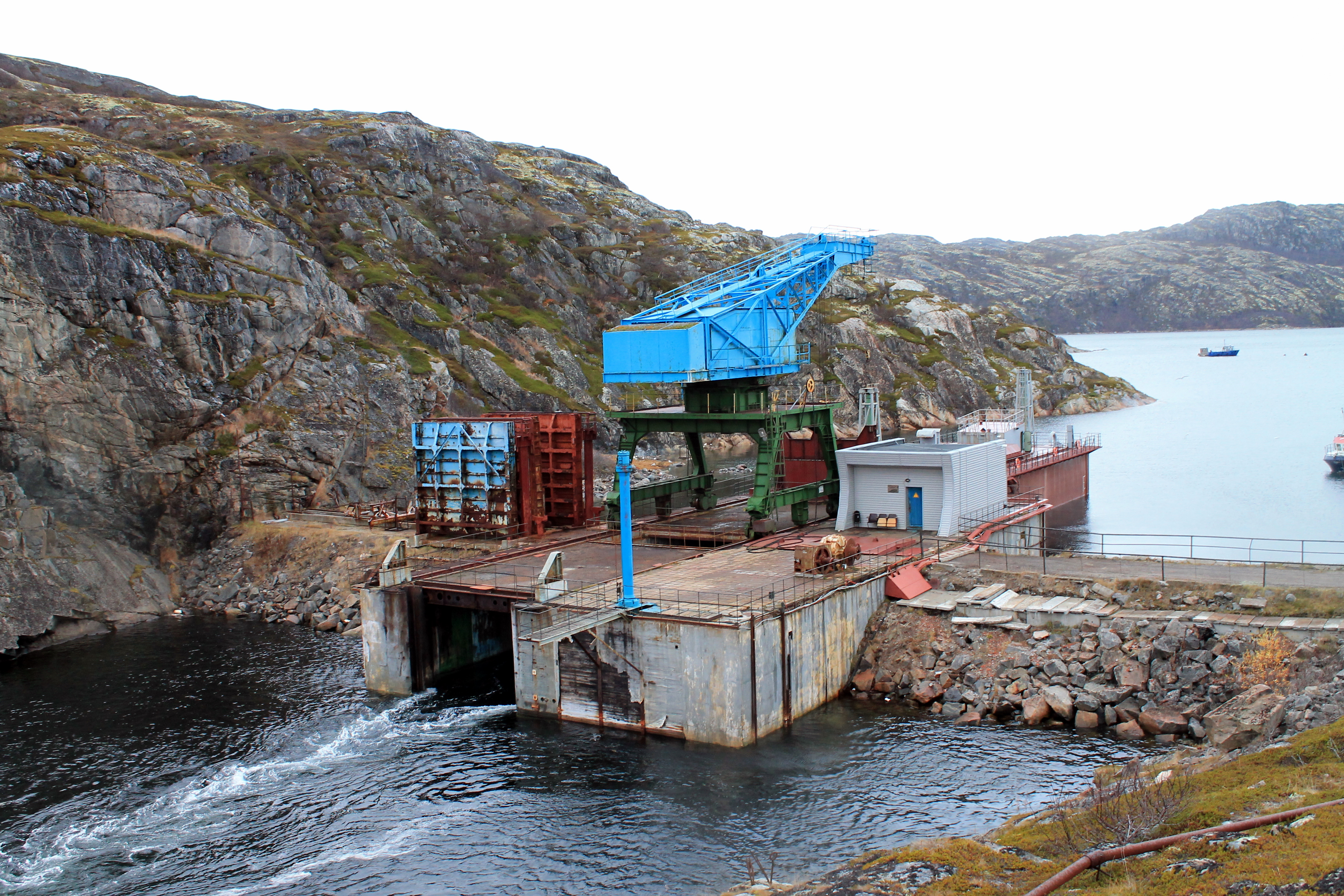
Vue de la centrale
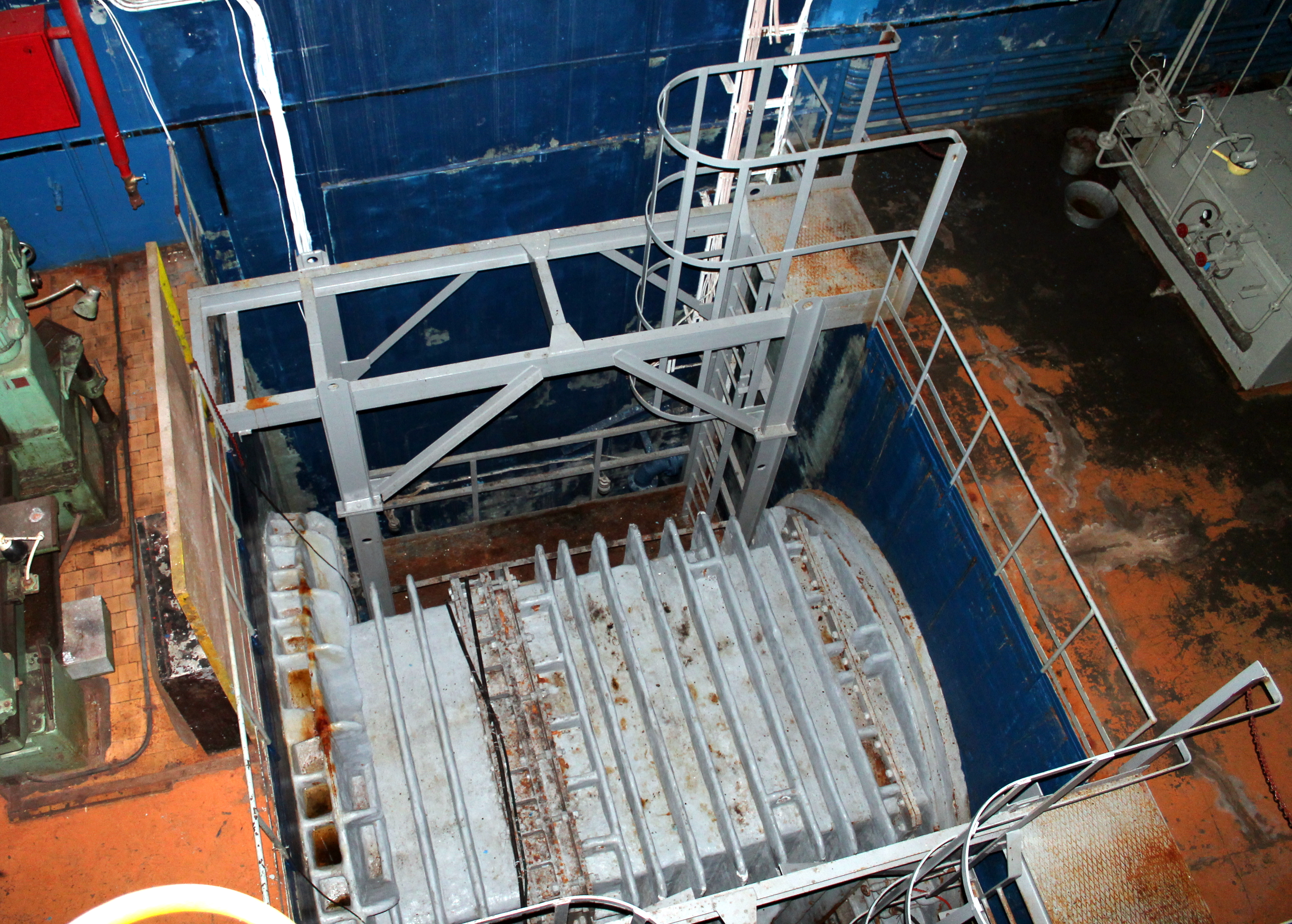
Turbine
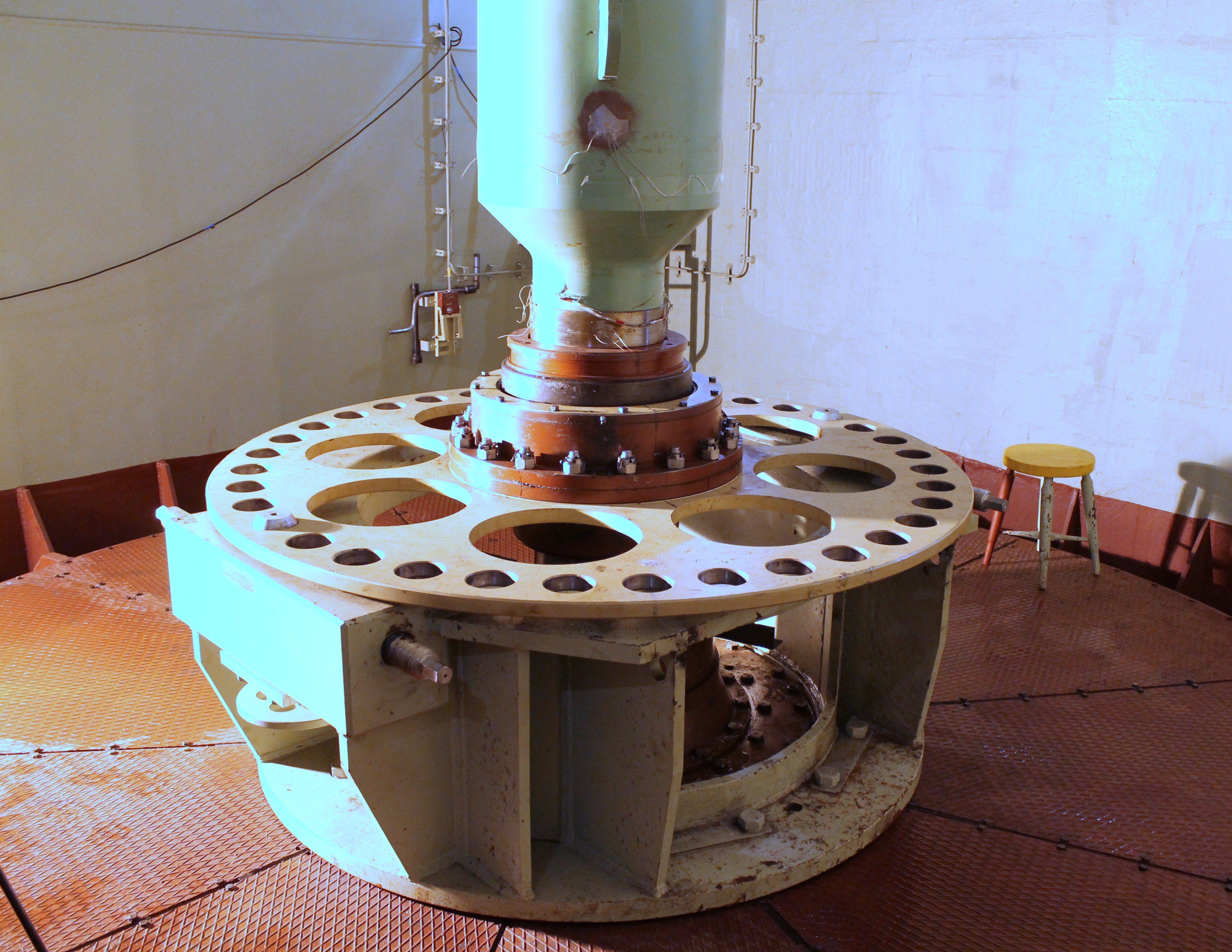
Turbine
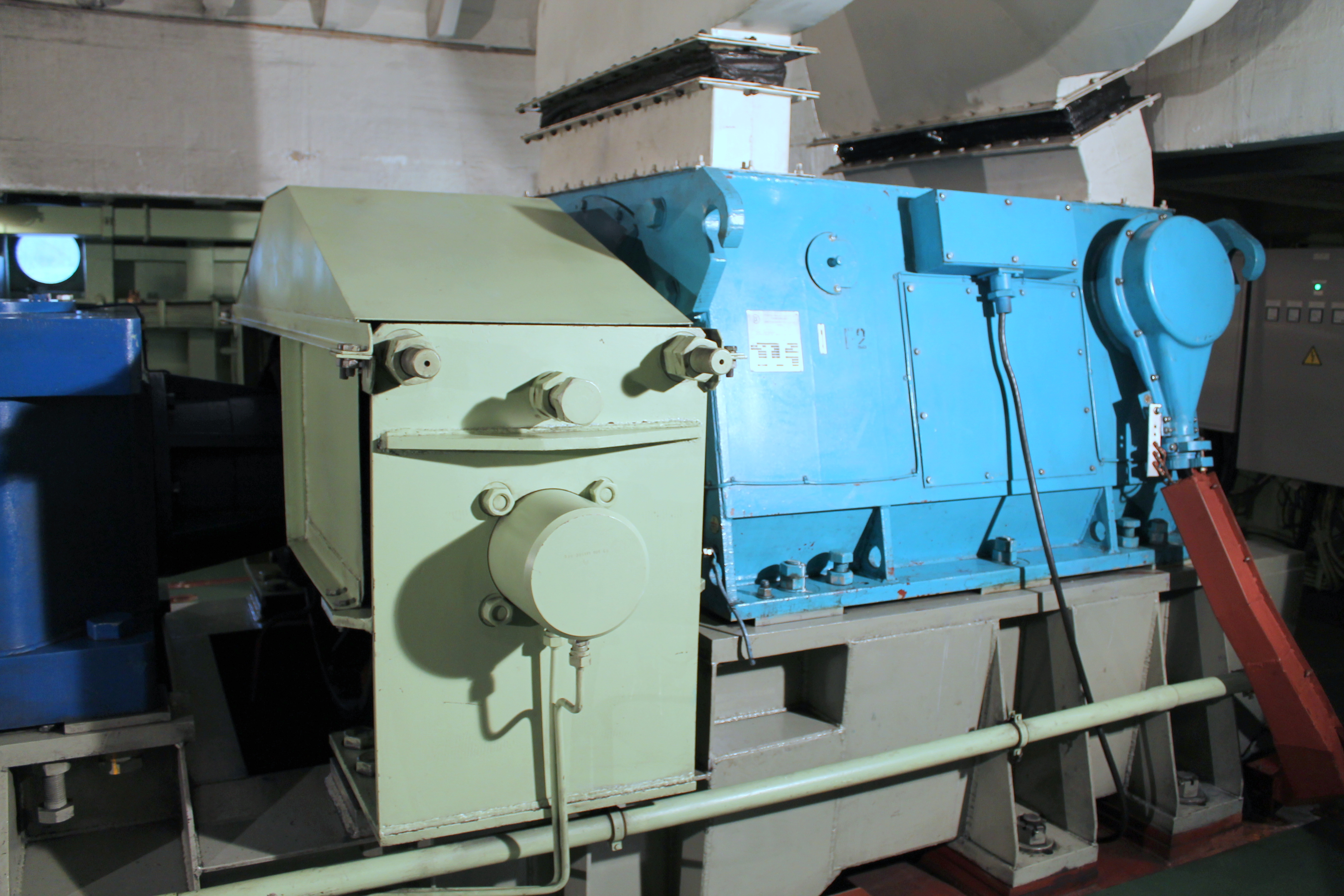
Générateur
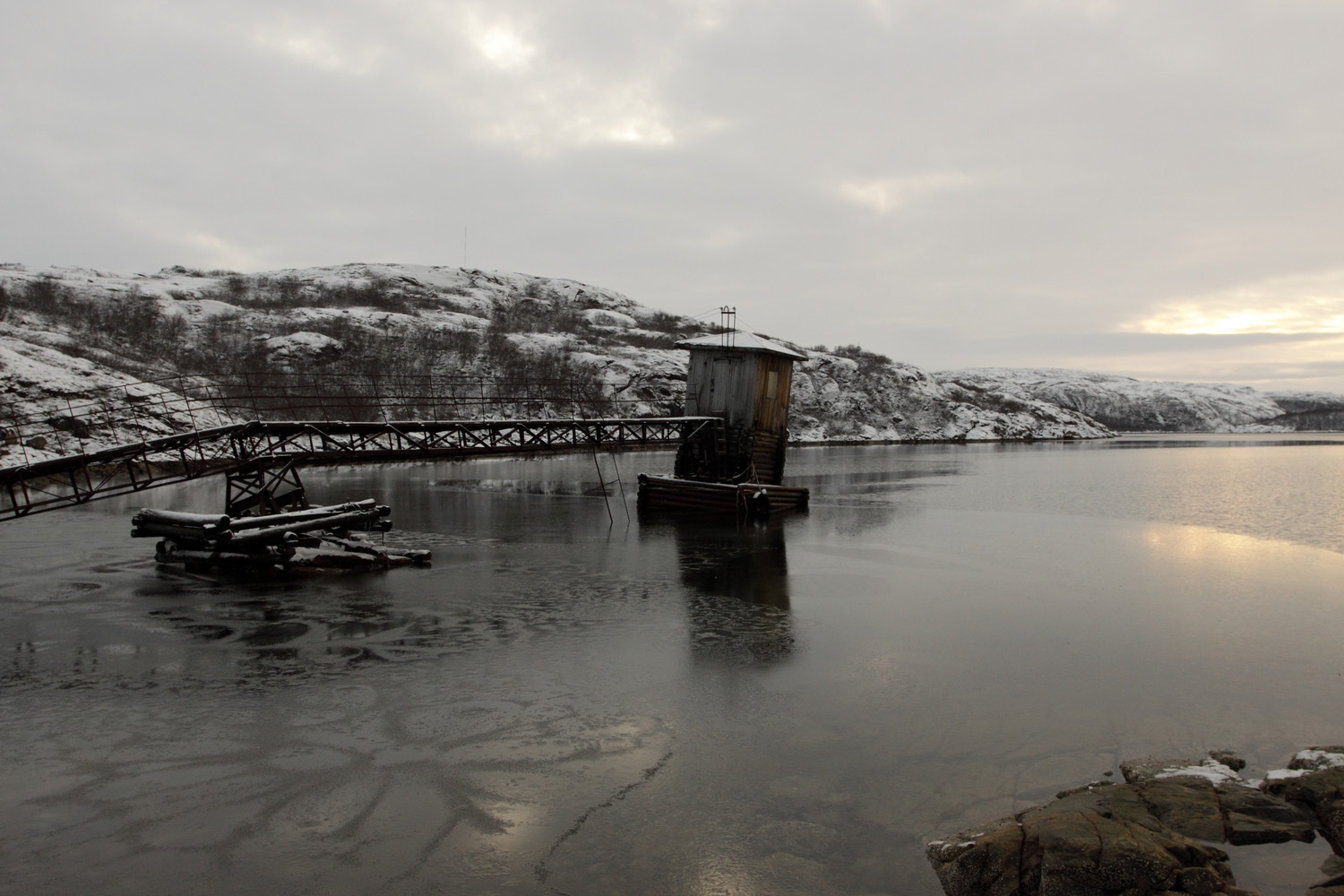
Vue du bassin